# Olympische Zwischenspiele 1906/Ringen
| Ringen bei den Olympischen Zwischenspielen | Ringen bei den Olympischen Zwischenspielen |
| Olympische Ringe · Ringen                  | Olympische Ringe · Ringen                  |
| Informationen                              | Informationen                              |
| ------------------------------------------ | ------------------------------------------ |
| Teilnehmer:                                | 36 Athleten                                |
| Datum:                                     | 25. April–28. April                        |
| Wettkampfort:                              | Athen                                      |
| Entscheidungen:                            | 4                                          |
| Olympische Ringe                           | Ringen                                     |

| Olympische Zwischenspiele 1906 (Medaillenspiegel Ringen) | Olympische Zwischenspiele 1906 (Medaillenspiegel Ringen) | Olympische Zwischenspiele 1906 (Medaillenspiegel Ringen) | Olympische Zwischenspiele 1906 (Medaillenspiegel Ringen) | Olympische Zwischenspiele 1906 (Medaillenspiegel Ringen) | Olympische Zwischenspiele 1906 (Medaillenspiegel Ringen) |
| Platz                                                    | Mannschaft                                               | Goldmedaillen                                            | Silbermedaillen                                          | Bronzemedaillen                                          | Total                                                    |
| -------------------------------------------------------- | -------------------------------------------------------- | -------------------------------------------------------- | -------------------------------------------------------- | -------------------------------------------------------- | -------------------------------------------------------- |
| 01                                                       | Dänemark                                                 | 2                                                        | 1                                                        | 1                                                        | 4                                                        |
| 02                                                       | Österreich                                               | 1                                                        | 2                                                        | 1                                                        | 4                                                        |
| 03                                                       | Finnland                                                 | 1                                                        | 1                                                        | —                                                        | 2                                                        |
| 04                                                       | Belgien                                                  | —                                                        | —                                                        | 1                                                        | 1                                                        |
| 0                                                        | Ungarn                                                   | —                                                        | —                                                        | 1                                                        | 1                                                        |

Bei den Olympischen Zwischenspielen 1906 in Athen wurden drei Hauptwettbewerbe in entsprechenden Gewichtsklassen im Ringen ausgetragen, sowie ein klassenübergreifender Zusatzwettbewerb zur Ermittlung des Gesamtsiegers, alle davon im griechisch-römischen Stil. Das Ringen war gemäß dem offiziellen Programm in die übergeordnete Sportart Athletik eingebettet, in der auch Steinstoßen, Tauziehen und Tauhangeln sowie die heutigen Sportarten Leichtathletik und Gewichtheben vereint waren. Das Ringen fand unter freiem Himmel im Panathinaiko-Stadion statt.

## Männer

### Griechisch-römisch

#### Leichtgewicht
| Platz | Land | Athlet         |
| ----- | ---- | -------------- |
| 1     | AUT  | Rudolf Watzl   |
| 2     | DEN  | Karl Karlsen   |
| 3     | HUN  | Ferenc Holubán |

#### Mittelgewicht
| Platz | Land | Athlet           |
| ----- | ---- | ---------------- |
| 1     | FIN  | Verner Weckman   |
| 2     | AUT  | Rudolf Lindmayer |
| 3     | DEN  | Robert Behrens   |

#### Schwergewicht
| Platz | Land | Athlet        |
| ----- | ---- | ------------- |
| 1     | DEN  | Søren Jensen  |
| 2     | AUT  | Henri Baur    |
| 3     | BEL  | Marcel Dubois |

#### Offene Klasse
| Platz | Land | Athlet         |
| ----- | ---- | -------------- |
| 1     | DEN  | Søren Jensen   |
| 2     | FIN  | Verner Weckman |
| 3     | AUT  | Rudolf Watzl   |

## Diverses
- Der Wettkampf der offenen Klasse wurde ausgeführt um den „globalen Sieger“ im Ringen zu ermitteln, somit gab es nur drei Teilnehmer: die Sieger der drei verschiedenen Gewichtsklassen. Im ersten Kampf traten die Sieger der Klassen Leicht- und Schwergewicht gegeneinander an; den Sieg konnte Jensen für sich behaupten. Danach bewältigte Jensen auch den Sieger der Mittelgewichtsklasse Weckman. Dies wurde als Finale betrachtet, sodass es keinen Kampf um den zweiten Platz gab und der Verlierer automatisch den zweiten Platz errang.[1]
- Wenn die Spiele 1906 als Olympiade betrachtet werden, bleibt Jensen mit seinen zwei Goldmedaillen -dazu je einmal Bronze 1908 und 1912- bis heute der erfolgreichste dänische Olympiateilnehmer im Ringen.